# Campylocentrum steyermarkii
Campylocentrum steyermarkii är en orkidéart som beskrevs av Ernesto Foldats. Campylocentrum steyermarkii ingår i släktet Campylocentrum och familjen orkidéer. Inga underarter finns listade i Catalogue of Life.